# 272 a.C.
Il 272 a.C. (CCLXXII a.C. in numeri romani) è un anno  del III secolo a.C.

## Eventi
- Il re seleucida Antioco I Sotere viene sconfitto da Tolomeo II d'Egitto durante la Prima guerra siriaca; come risultato, Tolomeo II strappa Mileto, la Fenicia e la Cilicia occidentale ad Antioco, ed estende il dominio egizio fino alla Caria e a gran parte della Cilicia.
- Pirro d'Epiro viene ucciso ad Argo. Gli succede il figlio Alessandro II, mentre Antigono II Gonata si riprende il trono di Macedonia che aveva perso con Pirro due anni prima.
  - Cleonimo, spartano di sangue reale esiliato dalla sua patria, chiede a Pirro, re di Macedonia ed Epiro, di attaccare Sparta e metterlo al potere. Pirro accetta, volendo però prendere il controllo del Peloponneso per sé. Approfittando del fatto che gran parte dell'esercito spartano, guidato dal re Areo I, si trovi a Creta, Pirro assalta la città, che però, con gran sorpresa, gli resiste con vigore, permettendo ad Aminia il Focese, uno dei comandanti di Antigono II, di raggiungere la città con una forza di mercenari da Corinto. Ben presto, il re di Sparta Areo ritorna da Creta con 2000 uomini, il che costringe Pirro, oltre alle diserzioni quotidiane, a rinunciare all'attacco e ad accontentarsi a saccheggiare il paese.
  - Durante tali incursioni, Pirro e le sue truppe si spostano ad Argo, dove entrano con l'inganno. Pirro, però, si trova improvvisamente nelle tenaglie di una battaglia confusa con gli Argivi, sostenuti dalle forze di Antigono, nelle strette vie delle città. Nella confusione, un'anziana butta un mattone a Pirro, stordendolo e permettendo a un soldato argivo di ucciderlo.
- L'abbandono di Pirro nei confronti dei Sanniti di tre anni prima permette ai Romani di conquistarli. Con la resa di Taranto le città della Magna Grecia cadono sotto la sfera d'influenza romana, e ne diventano alleati, il che rende Roma padrona effettiva di tutta la penisola italiana. Roma, inoltre, prende Maleventum e la ribattezza come Beneventum (o Benevento).
- Il re di Siria Antioco II Teo sconfigge il re di Armenia Oronte III per il controllo del regno di Sofene, e lo costringe a pagargli un tributo che include 300 talenti d'argento e 1000 cavalli e muli.
- L'imperatore Bindusara dei Maurya in India manda una spedizione per conquistare i regni del sud, e prende il regno di Kadamba.
- In Cina, l'imperatore Zhaoxiang di Qin sconfigge Lo Pan.

## Morti
- Pirro, militare greco antico (n. 318 a.C.)
- Tolomeo, militare greco antico (n. 295 a.C.)